# Hadalaga, Khanapur
Hadalaga là một làng thuộc tehsil Khanapur, huyện Belgaum, bang Karnataka, Ấn Độ.